# Brandy Station
Brandy Station es un lugar designado por el censo ubicado en el condado de Culpeper en el estado estadounidense de Virginia. En el Censo de 2020 tenía una población de 191 habitantes y una densidad poblacional de 111,70 habitantes por km².

## Geografía
Brandy Station se encuentra ubicado en las coordenadas 38°30′06″N 77°53′37″O / 38.50167, -77.89361.  Según la Oficina del Censo de los Estados Unidos,  tiene una superficie total de 1,71 km², de la cual 1,71 km² corresponden a tierra firme y 0,002 km² a agua.